# Jana Nejedly
Jana Nejedly (Praga, 9 giugno 1974) è un'ex tennista ceca naturalizzata canadese.

## Carriera
Raggiunse il suo best ranking in singolare il 2 ottobre 2000 con la 64ª posizione; nel doppio divenne, il 12 agosto 1996, la 227ª del ranking WTA.
In carriera, in singolare, vinse otto tornei del circuito ITF Women's Circuit arrivando in altre quattro occasioni in finale. Il suo successo di maggior importanza è stato ottenuto nel 1998 nell'ITF Women's Circuit Seattle, torneo con un montepremi di 50 000 dollari, dove superò in due set la statunitense Lilia Osterloh.
Nel 1999 raggiunse il terzo turno dell'Australian Open, venendo però sconfitta dalla belga Dominique Van Roost; stesso risultato fu ottenuto nel 2001 nell'US Open ma, anche in questo caso, venne superata dalla francese Nathalie Tauziat.
Fece parte della squadra canadese di Fed Cup dal 1995 al 2003 con un bilancio finale di venti vittorie e sei sconfitte.

## Statistiche

### Tornei minori

#### Singolare

##### Vittorie (8)
| Torneo 100 000 $ (0) |
| Torneo 75 000 $ (0)  |
| Torneo 50 000 $ (1)  |
| Torneo 25 000 $ (4)  |
| Torneo 10 000 $ (3)  |

| Numero | Data              | Torneo                                               | Superficie  | Avversaria in finale | Punteggio     |
| 1.     | 31 agosto 1992    | ITF Women's Circuit Toluca, Toluca                   | Cemento     | Nora Kovarcikova     | 6–4, 6-4      |
| 2.     | 30 settembre 1996 | ITF Women's Circuit Puerto Vallarta, Puerto Vallarta | Cemento (i) | María Vento-Kabchi   | 7–6(1), 6-4   |
| 3.     | 23 giugno 1997    | ITF Women's Circuit Greenwood, Greenwood             | Cemento     | Holly Parkinson      | 7–5, 6-3      |
| 4.     | 21 settembre 1998 | ITF Women's Circuit Seattle, Seattle                 | Cemento     | Lilia Osterloh       | 6–1, 6-3      |
| 5.     | 5 luglio 1999     | ITF Women's Circuit Edmonton, Edmonton               | Cemento     | Renata Kolbovic      | 2-6, 6–3, 6-3 |
| 6.     | 7 gennaio 2003    | ITF Women's Circuit Tallahassee, Tallahassee         | Cemento     | Mélanie Marois       | 6–4, 6-0      |
| 7.     | 18 marzo 2003     | ITF Women's Circuit Redding, Redding                 | Cemento     | Jie Zheng            | 7-5, 7–6(4)   |
| 8.     | 25 marzo 2003     | ITF Women's Circuit Atlanta, Atlanta                 | Cemento     | Jennifer Hopkins     | 6-2, 7-5      |

##### Finali perse (4)
| Numero | Data              | Torneo                                          | Superficie  | Avversaria in finale  | Punteggio     |
| 1.     | 22 giugno 1992    | ITF Women's Circuit Greensboro, Greensboro      | Terra rossa | Susan Sommerville     | 1-6, 1–6      |
| 2.     | 26 aprile 1993    | ITF Women's Circuit Acapulco, Acapulco          | Terra rossa | Jolene Watanabe-Giltz | 4-6, 2–6      |
| 3.     | 20 giugno 1994    | ITF Women's Circuit Hilton Head, Hilton Head    | Terra rossa | Karin Miller          | 4-6, 6–3, 0-6 |
| 4.     | 13 settembre 1999 | ITF Women's Circuit Hopewell, Hopewell Junction | Cemento     | Fang Li               | 0-6, 4-6      |

### Risultati in progressione
| Sigla | Risultato               |
| ----- | ----------------------- |
| V     | Vincitore               |
| F     | Finalista               |
| SF    | Semifinalista           |
| O     | Oro olimpico            |
| A     | Argento olimpico        |
| SF    | Bronzo olimpico         |
| QF    | Quarti di Finale        |
| 4T    | Quarto turno            |
| 3T    | Terzo turno             |
| 2T    | Secondo turno           |
| 1T    | Primo turno             |
| RR    | Round Robin             |
| LQ    | Turno di qualificazione |
| A     | Assente                 |
| ND    | Non disputato           |

| Legenda superfici    |
| -------------------- |
| Cemento              |
| Terra battuta        |
| Erba                 |
| Superficie variabile |

#### Singolare nei tornei del Grande Slam
| Torneo          | 1995 | 1996 | 1997 | 1998 | 1999 | 2000 | 2001 | 2002 | 2003 |
| --------------- | ---- | ---- | ---- | ---- | ---- | ---- | ---- | ---- | ---- |
| Australian Open | A    | 1T   | A    | 2T   | 3T   | 2T   | 1T   | 1T   | A    |
| Open di Francia | A    | 1T   | A    | 1T   | 2T   | 1T   | 1T   | 1T   | A    |
| Wimbledon       | 2T   | 1T   | A    | 1T   | 1T   | 1T   | 1T   | 1T   | A    |
| US Open         | 1T   | A    | A    | 1T   | 1T   | 1T   | 3T   | A    | A    |

#### Doppio nei tornei del Grande Slam
Nessuna partecipazione

#### Doppio misto nei tornei del Grande Slam
Nessuna partecipazione